# Toghrul III

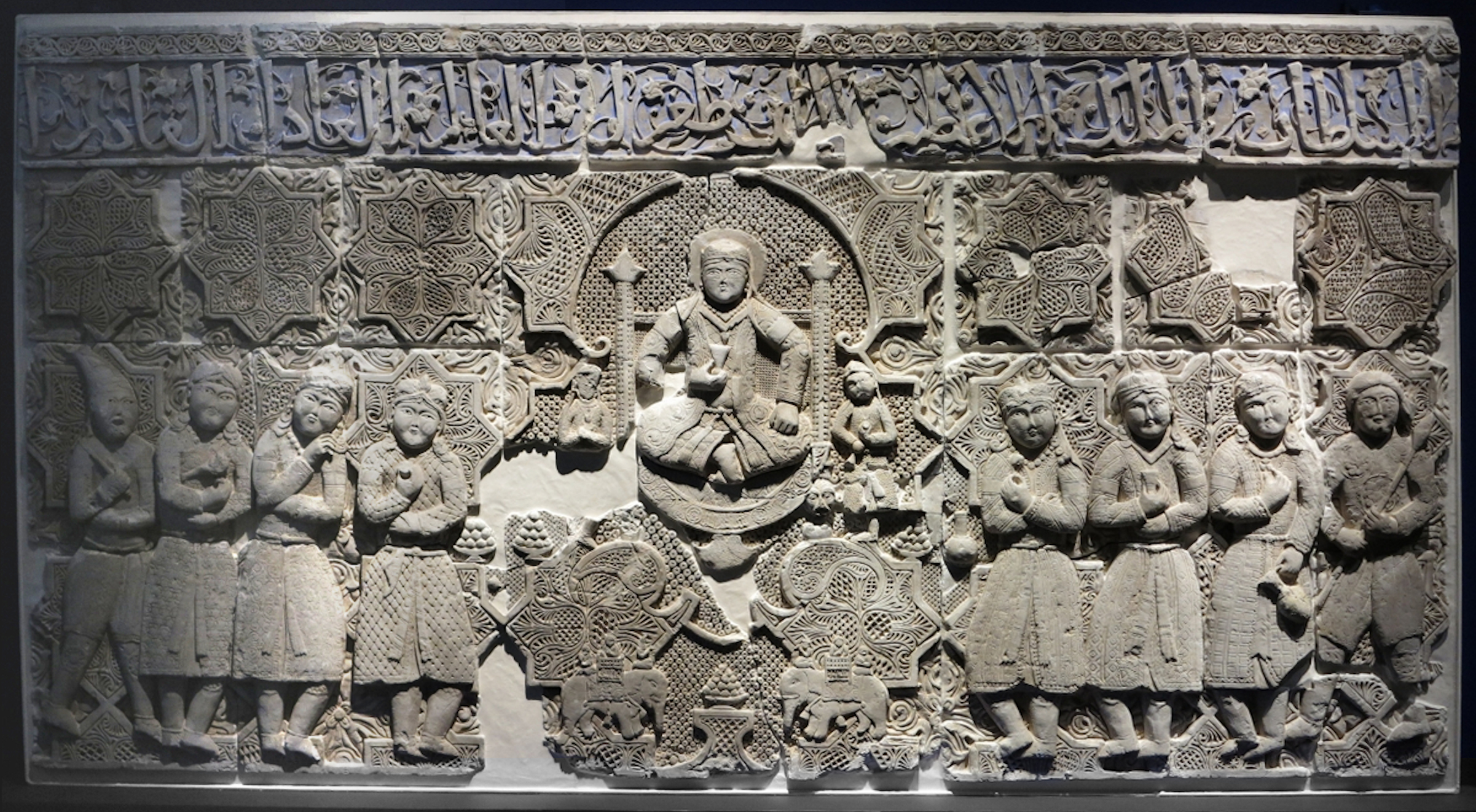
Toghrull III et sa cour

Tughrul III ibn Arslan (également orthographié Tuğrul, Toghroul ou Toghrul) est le dernier sultan seldjoukide de Perse, fils de Mu'izz ad-Din Arslan auquel il succède en 1175 ou 1176. En 1190, comme il avait essayé de s'affranchir de la tutelle de l'atabeg d'Azerbaïdjan Qizil Arslan, il est renversé et emprisonné par celui-ci qui se proclame sultan. L'usurpateur est assassiné l'année suivante et Tughrul regagne son trône. Le 25 mars 1194, il est vaincu et tué près de Rey dans la guerre qu'il a imprudemment déclenchée face au shah du Khârezm Ala ad-Din Tekish. Sa tête est envoyée au calife abbasside An-Nasir qui l'expose en face de son palais à Bagdad. Le sultanat saljûqide de Perse disparaît.

## Sources
- L'empire des steppes, de René Grousset.